# NGC 7042
NGC 7042 је спирална галаксија у сазвежђу Пегаз која се налази на NGC листи објеката дубоког неба.
Деклинација објекта је + 13° 34' 30" а ректасцензија 21h 13m 45,7s. Привидна величина (магнитуда) објекта NGC 7042 износи 12,0 а фотографска магнитуда 12,8. NGC 7042 је још познат и под ознакама UGC 11702, MCG 2-54-13, CGCG 426-23, KCPG 555A, IRAS 21113+1321, PGC 66378.